# 스타니슬라프 세만
스타니슬라프 세만(Stanislav Seman)은 현재 은퇴한 체코슬로바키아의 전 축구 골키퍼였다. 1982 스페인 월드컵과 1980년 하계 올림픽에 참가한 바 있다. 그는 1980년 4월 30일부터 1982년 6월 20일까지, 모국에서 15경기를 뛰었다.
1980년 하계 올림픽에서 금메달을 딴 바 있다.